# Белл-Ланкастерская система
Белл-Ланкастерская система или Система взаимного обучения — форма учебной работы, сущность которой состояла в обучении более старшими и знающими учениками (мониторами — надзиратель, надсмотрщик) учеников младшего возраста.
Система взаимного обучения развивалась независимо Джозефом Ланкастером в Великобритании (с 1801 года) и священником Англиканской церкви Эндрю Беллом в Мадрасе (так называемая «мадрасская система образования» начала применяться ещё в 1791 году). Элизабет Гамильтон отмечала, что идеи «взаимного обучения» ранее уже высказывал школьный учитель из Белфаста Дэвид Мэнсон (1718—1792).

## Описание метода
После разделения учеников на множество маленьких классов, для каждого из них назначается один из учеников, наиболее успешный в обучении, который и передаёт своему классу все необходимые знания, предварительно приобретённые им у своего учителя. Такие помощники учителей назывались мониторами. Самые опытные или наиболее надёжные в нравственном отношении мониторы становились в свою очередь старшими помощниками учителя и имели надзор над младшими мониторами и их классами. Часть мониторов наблюдала за внешним порядком. Обучение проходило в точно определённые сроки и в строгой последовательности. При помощи строго проводимой системы наград и наказаний, отчасти телесных, отчасти затрагивающих в ученике чувство чести, в массе детей поддерживалась надлежащая дисциплина. Эта форма обучения применялась для таких учебных дисциплин, как чтение, письмо, арифметика и Закон Божий.
Основные преимущества системы:
- объяснение материала младшим школьникам давалось на доступном им уровне, так как нивелировалась разница в возрасте и интеллектуальном развитии;
- система стимулировала мониторов к самообразованию.

Основные недостатки системы:
- отсутствие у учащихся необходимых педагогических знаний и умений.

## Применение
Ланкастерская система обучения распространилась из Англии в другие части света, включая США; в европейских государствах, прежде всего — во Франции, России, Дании, Италии.
В России основоположником обучения по этой системы можно считать Я. И. Герда и И. Х. Гамеля. Впервые в России эта система стала применяться в Омской школе кантонистов в 1810 году. Одной из первых была открыта школа для крестьян в имении графа Н. П. Румянцева в Гомеле, в 1817 году пригласившего английского педагога, знатока этой системы Я. И. Герда. В августе 1818 года членами «Союза благоденствия» Ф. Н. Глинкой, Ф. П. Толстым, В. К. Кюхельбекером и другими было организовано «Вольное общество учреждения училищ по методу взаимного обучения», утверждение устава которого состоялось 14 января 1819 года. И в 1819 году общество открыло Санкт-Петербургское училище взаимного обучения, а затем участвовало в организации подобных училищ в других городах (наиболее известны школы М. Ф. Орлова в Киеве и В. Ф. Раевского в Кишинёве). В 1820 году в Министерстве народного просвещения при Главном правлении училищ был образован Комитет для устройства и наблюдения за училищами взаимного обучения во главе с М. Л. Магницким, Д. П. Руничем и И. И. Мартыновым; начала создаваться правительственная система ланкастерских училищ, педагогов для которых в 1819—1822 годах готовил Учительский институт взаимного обучения при Санкт-Петербургском университете.
Как отмечал И. Н. Лобойко, честь заведения в Петербурге и в учебных заведениях ведомства Императрицы Марии Фёдоровны этого метода принадлежала Н. И. Гречу: он напечатал (без подписи) большую статью «Ланкастерские школы» в «Сыне отечества» (1818. — № 31—33), был одним из создателей Санкт-петербургского общества учреждения училищ по методе взаимного обучения, выпустил «Руководство к взаимному обучению». Ланкастерские школы были заведены в гвардейских полках. После восстания осенью 1820 года в Семёновском полку надзор за ланкастерскими школами был усилен. В 1825 году прекратило деятельность «Вольное общество…», в 1831 году был закрыт министерский комитет. Немногие ланкастерские школы просуществовали до 1860-х годов; в 1840—1850-х годах ланкастерская система применялась ссыльными декабристами, создававшими школы в Сибири. Наиболее известны были мужские и женские училища И. Д. Якушкина в Ялуторовске.
В Польше Ланкастерскую систему в первой четверти XIX века внедрял Ян Кржижановский. В Болгарии систему в 1835 году стал применять Неофит Рильский.